# 목포문학관
목포문학관은 전라남도 목포시 소재의 박물관이다. 목포문학관은 한국 최초의 문학기념관이며, 본래 박화성 문학기념관으로 출발했다. 이후 목포문학관은 목포 출신 문인이나 목포를 제2고향으로 삼은 문인들을 대상으로 새롭게 공간을 조성해 2007년 10월 9일에 개관했다.
목포문학의 큰 흐름을 전시하는 동시에 세부적으론 한국 연극에 근대극을 최초로 도입한 극작가 김우진, 여류 소설가 최로로 장편소설을 집필한 소설가 박화성, 사실주의 연극을 완성한 극작가 차범석, 문학평론가 김현의 생애와 사상(세계관), 대표작품의 정보와 자료, 소장유품을 전시 보관하고 있다.

## 연혁
- 2007년 10월 9일 개관.

## 시설 현황
차범석관,박화성관, 김우진관, 김현관이 있으며 각 문인의 연보, 생애와 문학, 작품세계, 작품 속 소설공간, 생활유품, 집필실, 문인가족, 기념 사업, 안방, 문학사적 위상, 연극공연 등의 다양한 공간이 전시되어 있다.

## 사이버 관람
목포문학관은 해당 사이트를 통해 사이버관람도 진행하고 있다. 사이버관람은 차범석관, 박화성관, 문학체험관 문학창작실, 김우진관, 김현관, 문학인사랑방을 모두 인터넷상에서 볼 수 있도록 만들었다. 이에 보다 더 많은 사람에게 직접 목포문학관을 방문한 것과 같은 느낌을 주는 색다른 경험을 선사하고 있다.

## 관람 안내
관람시간
- 09:00 ~ 18:00

매표시간
- 09:00 ~ 17:00

휴관일
- 1월 1일
- 매주 월요일

## 같이 보기
- 차범석
- 박화성
- 김우진
- 김현